# Влодзімежево
Влодзімежево (пол. Włodzimierzewo) — село в Польщі, у гміні Кциня Накельського повіту Куявсько-Поморського воєводства.
Населення — 91 особа (2011).
У 1975-1998 роках село належало до Бидгощського воєводства.

## Демографія
Демографічна структура станом на 31 березня 2011 року:
|          | Загалом | Допрацездатний вік | Працездатний вік | Постпрацездатний вік |
| -------- | ------- | ------------------ | ---------------- | -------------------- |
| Чоловіки | 47      | 11                 | 34               | 2                    |
| Жінки    | 44      | 6                  | 30               | 8                    |
| Разом    | 91      | 17                 | 64               | 10                   |